# 'A'isha al-Ba'uniyya
'Ā'ishah'Ā'ishah bint Yūsuf al-Bāʿūniyyah (عائشة بنت يوسف الباعونية, murió el decimosexto día de Dhū al- Qa'dah, 922/1517) fue una maestra y poeta sufí. Ella es una de las pocas mujeres místicas islámicas medievales que ha registrado sus propios puntos de vista por escrito, y "probablemente compuso más obras en árabe que cualquier otra mujer antes del siglo XX". "En ella, los talentos literarios y las tendencias Ṣūfi de su familia alcanzaron su plena realización". Nació y murió en Damasco. 

## Biografía
Su padre, Yūsuf (nacido en Jerusalén, 805/1402 - muerto en Damasco, 880/1475), era un qadi en Safed, Trípoli, Alepo y Damasco, y miembro de la prominente familia Ba'uni, conocida durante el siglo XV por sus eruditos, poetas y juristas. Al igual que su hermano, Ā'ishah fue educada principalmente por su padre, junto con otros miembros de la familia, estudiando el Corán, Hadith, jurisprudencia y poesía, y por su propia solicitud, a la edad de ocho años, 'Ā'ishah ya había aprendido el Corán de memoria.
Mientras tanto, sus principales maestros sufíes fueron Jamāl al-Dīn Ismā'īl al-Ḥawwārī (fl. finales del siglo IX / XV) y su sucesor Muḥyī al-Dīn Yaḥyá al-Urmawī (fl. siglos IX-X / XV-XVI), a quien ella tenía en alta estima. Probablemente en 1475, 'Ā'ishah emprendió la peregrinación a La Meca. Estaba casada con Aḥmad ibn Muḥammad Ibn Naqīb al-Ashrāf (muerto en 909/1503), de la prominente familia 'Alid de Damasco, también conocida por su erudición; según los cálculos de 'Ā'ishah, Aḥmad descendía de la hija de Muḥammad, Faṭimah y su esposo 'Alī, a través de su hijo al-Ḥusayn. 'Ā'ishah y Aḥmad tuvieron dos hijos conocidos, un hijo, 'Abd al-Wahhāb (n. 897/1489) y una hija, Barakah (n. 899/1491).

### Estudios en el Cairo y muerte
En 919/1513, 'Ā'ishah y su hijo se mudaron de Damasco a El Cairo y regresaron a Damasco en 923/1517. El objetivo de 'Ā'ishah pudo haber sido asegurar la carrera de su hijo. En el camino, su caravana fue allanada por bandidos cerca de Bilbeis, quienes robaron sus posesiones, incluidos los escritos de 'Ā'ishah. Parece que en El Cairo la madre y el hijo fueron recibidos por Maḥmūd ibn Muḥammad Ibn Ajā (n. 854/1450, d. 925/1519), quien fue secretario personal y ministro de Asuntos Exteriores del sultán mameluco Al-Ashraf Qansuh al-Ghawri (d. 922/1516). Ibn Ajā ayudó a 'Abd al-Wahhāb a encontrar trabajo en la cancillería y ayudó a 'Ā'ishah a entrar en los círculos intelectuales de El Cairo; 'Ā'ishah pasó a escribirle "varios panegíricos brillantes". En El Cairo, 'Ā'ishah estudió derecho y se le otorgó la licencia para impartir conferencias y emitir opiniones legales (fatwas); "ganó un amplio reconocimiento como jurista".
Ella salió de El Cairo, en 922/1516, con su hijo e Ibn Ajā, y junto a al-Badr al-Suyūfī (c. 850–925 / 1446–1519), al-Shams al-Safīrī (877–956 / 1472–1549), y varios otros eruditos notables. Se le concedió una audiencia con el sultán Al-Ashraf Qansuh al-Ghawri en Alepo poco antes de su derrota en la Batalla de Marj Dabiq: "un evento extraordinario acorde con su vida excepcional'. 'Ā'ishah luego regresó a Damasco, donde murió en 923/1517.
‘Ā’ishah' heredó una independencia de criterio y perspectiva que se ve en su compañerismo con hombres contemporáneos en igualdad de condiciones. Ella era una amiga cercana de Abu 'l-Thanā' Maḥmūd b. Ādjā (quien fue el último ṣāḥib dawāwīn al-inshā' del período mameluco) y correspondió, en verso, con el erudito egipcio 'Abd al-Raḥmān al-'Abbāsī (n. 867/1463, d. 963/1557). "Es bastante evidente por las biografías de 'Ā'ishah y por sus comentarios en sus propios escritos que era muy considerada como una mujer piadosa y maestra sufí".

## Trabajos

### Listado de trabajos
De acuerdo con Th. Emil Homerin, la cronología de la obra de 'Ā'ishah aún no se conoce, y de hecho la mayoría se ha perdido, pero las obras originales conocidas de 'Ā'ishah son:
- Dīwān al-Bā'ūniyyah (colección de poemas)
- Durar al-ghā'iṣ fī baḥr al-Mu'jizāt wa 'l-kha-ṣā'iṣ (Las perlas del buzo, en el mar de "Los milagros y las virtudes")
- al-Fatḥ al-ḥaqqī min fayḥ al-talaqqī (Verdadera inspiración, del perfume difuso del aprendizaje místico) (perdido)
- al-Fatḥ al-mubīn fī madḥ al-amīn (Inspiración clara, en alabanza del Confiable)
- al-Fatḥ al-qarīb fī mi'rāq al-ḥabīb (Inspiración inmediata, sobre la Ascensión del Amado) (perdido)
- Fayḍ al-faḍl wa-jam 'al-shaml (La Emanación de la Gracia y la Reunión de la Unión)
- Fayḍ al-wafā fī asmā 'al-muṣṭafā (La Emanación de la Lealtad, sobre los Nombres del Elegido) (perdido)
- al-Ishārāt al-khafiyyah fī 'l-Manāzi al-'aliyyah (Los signos ocultos, en las "Estaciones exaltadas") (perdido)
- Madad al-wadūd fī mawlid al-maḥmūd (La ayuda del Dios cariñoso, sobre el nacimiento del profeta loable) (perdido)
- al-Malāmiḥ al-sharīfah min al-āthār al-laṭīfah (Características nobles, en informes elegantes) (perdido)
- al-Mawrid al-ahnā fī 'l-mawlid al-asnā (La fuente más sana, en el cumpleaños más exaltado)
- al-Munktakhab fī uṣūl al-rutab (Selecciones sobre los fundamentos de las estaciones)
- al-Qawl al-ṣaḥīḥ fī takhmīs Burdat al-madīḥ (Palabras confiables, sobre los Quintains del "Manto de Eulogía")
- Ṣilāt al-salām fī faḍl al-ṣalāh wa 'l-salām (Regalos de paz, por mérito de bendición y saludo) (perdido)
- Tashrīf al-fikr fī naẓm fawā'id al-dhikr (Pensamiento noble, sobre los beneficios de la recolección en verso)
- al-Zubdah fī takhmīs al-Burdah (La crema fresca Quintain de "El Manto") (perdido)

Además de estos, 'Ā'ishah adaptó una variedad de otros textos. Homerin también ha publicado algunas de las únicas traducciones del trabajo de 'Ā'ishah al inglés: 
- Th. Emil Homerin, 'Living Love: The Mystical Writings of 'Ā'ishah al-Bāʿūniyyah (d. 922/1516)', Mamluk Studies Review, 7 (2003), 211-34.

### al-Fatḥ al-mubīn fī madḥ al-amīn
El trabajo más conocido de 'Ā'ishah es su al-Fatḥ al-mubīn fī madḥ al-amīn (Inspiración clara, en alabanza del confiable), una Badī'iyya de 130 versos (una forma diseñada para ilustrar los dispositivos badī o retóricos en el repertorio poético, con cada verso ilustrando un dispositivo particular) en alabanza al Profeta. Haciendo referencia a casi cincuenta poetas anteriores, el trabajo enfatiza la amplitud del aprendizaje de 'Ā'ishah. Este texto inspiró a 'Abd al-Ghanī al-Nābulusī' en su Nasamāt al-Azhār; ya que ambos escritores acompañaron a sus respectivos badī'iyyas con un comentario.

### Fayḍ al-faḍl wa-jam' al-shaml
Fayḍ al-faḍl wa-jam' al-shaml (La Emanación de la Gracia y la Reunión de la Unión) es una colección de más de 300 largos poemas en los que 'Ā'ishah describió estados místicos y alabó al Profeta Muhammad, el fundador de su orden 'Abd al-Qadir Jilani, y sus propios shaykhs sufíes. Ella utilizó terminología técnica sufí y motivos poéticos sufíes típicos como el vino y el amor en sus poemas. Parece que datan de toda la vida de 'Ā'ishah hasta su traslado a El Cairo, y muestran su dominio de casi todas las formas poéticas árabes de la época.

## Ediciones
- al-Mawrid al-ahnā fī 'l-mawlid al-asnā y al-Fatḥ al-mubīn fī madḥ al-amīn, en 'Ā'ishah al-Bā'ūniyyah al-Dimashqiyyah, ed. por F. al-'Alawī (Damasco: Dār Ma'add, 1994)
- Dīwān Fayḍ al-faḍl wa-jamʻ al-shaml, ed. por Mahdī Asʻad ʻArār (Bayrūt: Dār al-Kutub al-ʻIlmīyah, 2010). ISBN 9782745167637